# Tomas Eriksson (psykiater)
Tomas Eriksson, född 1948, död 2014, var en svensk psykiater och docent i farmakologi. Han var framförallt bemärkt för sin kritik mot psykologi och psykoanalytiska metoder.
Eriksson disputerade 1985 på en avhandling om transport av signalsubstanser i hjärnan.
I pedofilidebatten menade han att pedofili är en sexuell läggning och inte en sjukdom. Den kan därför inte botas, varken med läkemedel eller psykoanalys. Däremot menar han att pedofila handlingar hos pedofiler kan förhindras genom att ta bort könsdriften med läkemedel, så kallad kemisk kastrering, och därmed kan fungera i samhället utan vilja att begå övergrepp. Eriksson har medverkat som utredare för Socialstyrelsen angående behandling av sexualförbrytare.
I debatten om asylsökande med apatiska barn menade han att barnen simulerar eller på något sätt har manipulerats av sina föräldrar till exempel med hjälp av psykofarmaka.
Tomas Eriksson var ansvarig utgivare för webbsidan psykiatern.se som han själv startade för att granska svensk psykiatrisk vård.